# 大崎義直
大崎義直（?—1577年），日本戰國時代於陸奧國的武將、大名。大崎氏第11代當主。大崎氏最後的奧州探題。父親是大崎義兼。初名義國，後來改名為義直。

## 生平
生年不詳，家中次男，居住在名生城。因為哥哥兼大崎氏第10代高兼死去，於是繼承家督。在永正11年（1514年）的『留守氏舊記』中記載為「大崎是11代」（大崎は11代），因此被認為是在此年繼承大崎氏，並成為第11代當主。
大崎氏是作為奧州管領、奧州探題的陸奧國武士家格，但是勢力在這段時期轉弱，成為割據現今宮城縣西北部的勢力，而取而代之的是把勢力延伸至陸奧國的伊達氏。大永2年（1522年），室町幕府命令伊達稙宗為新設的陸奧國守護職，因此陸奧國，出現一國內有守護和探題並立的狀況。
天文5年（1536年），氏家直繼、古川持煕、新井田賴遠等人發起反亂。因為不能獨力鎮壓，於是向稙宗請求援軍。不過作為代價，稙宗的兒子義宣迎哥哥高兼的女兒為妻，並成為養子，大崎氏向伊達氏從屬。天文11年（1542年），在天文之亂爆發後，為了討伐投向稙宗方的義宣，於是投向晴宗方。這次大亂最終是晴宗方勝利，天文19年（1550年），殺死義宣，雖然成功避免完全被伊達氏吸收合併，不過沒能改變從屬狀態並回復勢力。
天文14年（1545年）7月5日，任官大崎氏當主代代被任命的從五位下左京大夫。
兒子義隆在永祿10年（1567年）發出保全所領的文書，因此被推測是在這段時期繼承家督。在天正5年（1577年）死去。

## 外部連結
- 武家家伝＿大崎氏（页面存档备份，存于）